# 卢乔·比尼
卢乔·比尼（1908年—1862年）是一位意大利神经学家，罗马大学教授，知名于与乌戈·塞来提共同发明医治精神疾患的電痙攣療法（ECT）。